# Église Saint-Georges de Mareau-aux-Bois
Pour les articles homonymes, voir Église Saint-Georges.
L’église Saint-Georges est une église française située à Mareau-aux-Bois dans le département du Loiret et la région Centre-Val de Loire.

## Géographie
L'édifice est située à la lisière nord de la forêt d'Orléans, au sud de la région naturelle de Beauce sur le territoire de la commune de Mareau-aux-Bois dans l'aire urbaine de Pithiviers.
Cette église du groupement paroissial de Chilleurs-aux-Bois est rattachée au doyenné du Centre-Beauce, à la zone pastorale de la Beauce, au diocèse d'Orléans et à la province ecclésiastique de Tours.

## Histoire
Le clocher est classé au titre des monuments historiques le 15 juillet 1920. Le reste de l'église est inscrit le 6 mars 1928.

## Pour approfondir